# Кёльнский кодекс Мани

Разворот Кёльнского кодекса, 6-я тетрадь, стр. 127 и 141

Кёльнский ко́декс Мани́ (или Кёльнский манихе́йский ко́декс лат. Codex Manichaicus Coloniensis, CMC; папирусный шифр: P. Colon. Inv. Nr. 4780) — небольшой (3,5 × 4,5 см) пергаментный кодекс, обнаруженный поблизости от одного из важнейших центров манихейства — египетского города Асьют (древний Ликополис), и содержащий на 192 страницах греческий текст начала жизнеописания пророка Мани, основателя манихейства, а также тексты сочинений самого пророка. Кодекс состоит из восьми тетрадей, каждая из которых являет собой шесть листов, согнутых пополам. Наименьшая по размеру древняя книга, известная науке.

## Исследование текста
Рукопись стала известной через торговцев старинными предметами в Каире. Она была куплена для «Института науки о древнем мире» Кёльнского университета в 1969-м году, где двое из университетских учёных, Альберт Хенрикс и Людвиг Кёнен, выпустили первый отчёт (1970-й год) и первое издание этого древнего манускрипта, отсюда известного как Cologne Mani-Codex, который они опубликовали в четырёх статьях в «Журнале папирологии и эпиграфики» (1975—1982).
Много исправлений и дополнительных чтений предлагалось в следующее десятилетие, и было выявлено, что некоторые из незначительных фрагментов связанных с рукописью могут быть успешно включены в состав текста. Первое десятилетие транскрипции, перевода и интерпретации кодекса Мани были обобщены А. Хейнрихсом в статье «The Cologne Mani Codex Reconsidered» (1979). Дипломатическое фотографическе издание увидело свет в 1985 году. Второе критическое издание с немецким переводом было опубликовано в 1988-м году.
Два симпозиума в Ренде (1984-й год) и в Козенце (1988-й год) были полностью посвящены рукописи, и их доклады публиковались.
Текст, который носит неоднозначное название «О происхождении его тела» («О его телесном рождении»), рассказывает о знакомстве Мани с иудейско-христианской баптистской сектой «омывающихся», родители которого были адептами данной секты, и в которой он провел 24 года своей жизни. Была ли это секта эльхасаитов или сабиев, неясно.
Учение Мани было открыто ему через его духовного компаньона и небесного близнеца. Греческий текст имеет следы, которые показывают, что он был переведён с восточного арамейского или старого сирийского языкового оригинала. Логосы самого Мани постоянно цитируются. То, что это компиляция с более ранних текстов, намекается именами, очевидно учителей, которые значатся во главе каждой секции текста. Кодекс содержит ряд цитат из фрагментарно сохранившегося «Живого Евангелия». Смагина Е. Б. опираясь на ряд особенностей текста, в частности, на синтаксическое построение исходного наименования Кодекса и главы «О распятии» коптских «Манихейских гомилий», осторожно предположила, что Кодекс и означенная глава гомилий являют собой две части одной книги.
Книга датируется по палеографическим данным концом IV — началом V или VI века н. э.. Между тем, Б. Л. Фонкич, опираясь на особенности письма кодекса, предлагает датировку в пределах второй половины VIII — начало IX веков, относя при этом саму рукопись к кругу памятников, написанных т. н. палестинским дуктом византийского унциала, типом письма второй половины VIII — первой половины и середины IX веков. Поздняя датировка, по мнению Б. Л. Фокича, позволяет ввести манускрипт в круг литературы павликиан — «второй волны» манихейства.

## Содержание
Текст может быть разделен на следующие разделы:
1. (стр. 2—24). Детство Мани, с момента вступления в секту баптистов в Месене в возрасте четырёх лет, и до двенадцати лет (стр. 11). Раздел содержит рассказы о чудесах, среди которых описание двух религиозных переживаний (стр. 17—18).
2. (стр. 24—72). Дискурс о первом и втором откровениях Мани, полученных пророком от небесного «Двойника» (др.-греч. Σύζυξ, Σύζυγος — букв. «супруга»[23]), а также пространные апологетические разделы авторства Барая, ученика Мани.
3. (стр. 72—99) Конфликт Мани с баптистами; полемические истории и диалог.
4. (стр. 99—116). Окончательный разрыв Мани с баптистами после неудачи в дискуссии; заложение нравоучительных принципов собственной секты и наставления для её основания представлены в откровенном диалоге.
5. (стр. 116—192). Описание миссионерского путешествия и деяний Мани в рассказах о чудесах и обращениях, в частности обращения отца Мани Пат(т)ика (Παττικιος) (стр. 118—120), и появление 26-и летнего пророка при дворе Шапура I (стр. 163—164).

## Публикации
Фотографическое дипломатическое воспроизведение кодекса
- Koenen L., Römer C. Der Kölner Mani-Kodex : Abbildungen und diplomatischer Text. — Bonn : R. Habelt, 1985. — 348 s. — (Papyrologische Texte und Abhandlungen, Bd. 35). — ISBN 3-7749-2146-6. (фотографии всех страниц кодекса)

Издания текста и переводы
- The Cologne Mani codex (P. Colon. inv. nr. 4780) : Concerning the origin of his body / edit. and transl.: Ron Cameron, and Arthur J. Dewey. — Missoula, MT : Scholars Press, 1979. — vii, 7 p. — (Early Christian literature series, vol. 3; Society of Biblical Literature Texts and Translations Series, vol. 15). — ISBN 0-89130-311-1. (критическое издание с переводом)
- Henrichs A., Koenen L. Der Kölner Mani-Kodex : Über das Werden seines Leibes: kritische Edition / heraus. von Ludwig Koenen und Cornelia Römer. — Opladen : Westdeutscher Verlag GmbH, 1988. — xxxii, 119, [2] s. — (Abhandlungen der Rheinisch-Westfälischen Akademie der Wissenschaften. Sonderreihe Papyrologica Coloniensia, Bd. 14. — ISSN 0078-9410). — ISBN 3-531-09924-8. (критическое издание с переводом)
- Henrichs A., Koenen L. Mani : auf der Spur einer verschollenen Religion / heraus. von Ludwig Koenen und Cornelia Römer. — Freiburg im Breisgau : Herder Verlag GmbH, 1993. — 106 s. : map. — ISBN 3-451-23090-9. (перевод с введением)

Обзор библиографии
- Van Oort J.[англ.]. The Cologne Mani Codex Reconsidered // Manichaean Studies Newsletter. — 1996. — No. 13. — P. 22—30. — ISSN 1373-1866.